# Warri Wolves Football Club
El Warri Wolves Football Club es un equipo de fútbol de Nigeria que juega en la Liga Premier de Nigeria, la liga de fútbol más importante del país. 

## Historia
Fue fundado en el año 1998 en la ciudad de Warri con el nombre Nigeria Port Authority F. C. hasta el año 2009, cuando cambiaron de nombre por el que llevan actualmente. Nunca ha sido campeón de Liga Premier ni tampoco han ganado el Torneo de Copa en su historia.
A nivel internacional ha participado en 3 torneos continentales, donde su mejor participación ha sido en la Copa Confederación de la CAF del año 2010, donde llegaron hasta la Segunda ronda.

## Participación en competiciones de la CAF
| Temporada | Torneo                       | Ronda      | Club                | Casa  | Visita | Global  |
| --------- | ---------------------------- | ---------- | ------------------- | ----- | ------ | ------- |
| 2002      | Copa CAF                     | 1          | Djoliba AC          | 2-1   | 0-3    | 2-4     |
| 2010      | Copa Confederación de la CAF | Preliminar | Atlético Olympic FC | 1-0   | 1-1    | 2-1     |
| 2010      | Copa Confederación de la CAF | 1          | ZESCO United        | 3-0   | 0-2    | 3-2     |
| 2010      | Copa Confederación de la CAF | 2          | CAPS United         | 2-1   | 0-2    | 2-3     |
| 2012      | Copa Confederación de la CAF | 1          | Kallon FC           | 2-0   | 0-0    | 2-0     |
| 2012      | Copa Confederación de la CAF | 2          | Black Leopards FC   | 3-1   | 0-2    | 3-3 (a) |
| 2016      | Liga de Campeones de la CAF  | Preliminar | Sporting Praia Cruz | w.o.1 | w.o.1  | w.o.1   |
| 2016      | Liga de Campeones de la CAF  | 1          | Al-Merrikh SC       | 0-1   | 0-1    | 0-2     |

1- Sporting Praia Cruz abandonó el torneo.

## Jugadores

### Jugadores destacados
- Oghenekaro Etebo
- Sunday Mba
- Prince Efe Ehiorobo
- Richard Eromoigbe
- Chigozie Agbim
- Nosa Igiebor
- Ekigho Ehiosun
- Daniel Akpeyi
- Christian Inyam
- Fegor Ogude
- Henry Okorocha
- Anthony Ujah
- Ezenwafor Uzochukwu Ikenna

## Entrenadores
- Taju Lamidi (?-mayo de 2019)[3]
- Kester Ojo (interino- mayo de 2019-2019)[3]
- Ngozi Elechi (agosto de 2019-septiembre de 2019)[4][5]
- Evans Ogenyi (septiembre de 2019-presente)[2]

## Palmarés

### Torneos Nacionales (0)
- Subcampeón de la Liga Premier de Nigeria (1): 2014-15